# Рыжеватая цапля
Рыжеватая цапля или голубоногая цапля (лат. Egretta rufescens) — это цапля среднего размера. Она является постоянным обитателем Центральной Америки, Багамов, Карибского бассейна, побережья Мексиканского залива Соединенных Штатов и Мексики. Наблюдается расселение после размножения значительно севернее ареала гнездования. В прошлом эта птица была жертвой торговли перьями.
По данным Департамента парков и дикой природы Техаса, в Соединенных Штатах насчитывается всего от 1500 до 2000 гнездящихся пар рыжеватых цапель, и большинство из них находятся в Техасе. В Техасе они классифицируются как «находящиеся под угрозой» и получают особую защиту.

## Описание
Этот вид достигает 68-82 см (27-32 дюйма) в длину с размахом крыльев 116—125 см (46-49 дюймов). Масса тела у этого вида может варьироваться от 364—870 г. Среди стандартных линейных измерений хорда крыла составляет 29-34,3 см (11,4-13,5 дюйма), хвост составляет 8,8-13 см (3,5-5,1 дюйма), клюв 7,3-9,2 см (2,9-3,6 дюйма) и предплюсна 11,7-14,7 см (4,6-5,8 дюйма). Эта цапля среднего размера, длинноногая, с длинной шеей, с длинным заостренным розоватым клювом с черным кончиком. Она заметно крупнее других сосуществующих представителей рода Egretta, но меньше, чем большая голубая цапля и большая белая цапля. Ноги и ступни иссиня-черные. В то время как половой диморфизм выражен слабо, существуют две различные цветовые морфологии. Взрослая темная морфа имеет грифельно-синее тело и красноватую голову и шею. Взрослая белая морфа имеет полностью белое оперение тела. Молодые птицы имеют коричневое тело, голову и шею.

## Питание
Рыжеватая цапля считается одной из самых активных цапель, и ее часто можно увидеть в движении. Она визуально выслеживает свою добычу на мелководье гораздо активнее, чем другие цапли, часто энергично бегая и используя тень своих крыльев, чтобы уменьшить блики на воде. Как только она оказывается в положении, чтобы поразить добычу острым клювом, птица делает бросок. Охота рыжеватой цапли может напоминать замысловатый танец. Из-за её смелого, хищного, но грациозного пищевого поведения автор Пит Данн прозвал рыжеватую цаплю «тираннозавром рексом равнин». Она питается рыбой, лягушками, ракообразными и насекомыми. Обычный крик птицы — низкое гортанное карканье.

## Размножение
Местом размножения рыжеватых цапель являются тропические болота. Гнездятся колониями, часто вместе с другими цаплями, обычно на платформах из палок на деревьях или кустарниках. Эти колонии обычно располагаются на прибрежных островах. У этих птиц своеобразные проявления ухаживания. Они обычно включают в себя покачивание головой во время церемонии приветствия, за которой следуют погони и полеты по кругу. Они также включают поднятие перьев шеи, спины и гребня, сопровождаемое щелканьем клюва, похожим на трехцветную цаплю.